# Teatro delle Logge (Montecosaro)
Il Teatro delle Logge è un teatro che si trova a Montecosaro, in provincia di Macerata.

## Storia
L’edificio risale quasi certamente al periodo medievale ma, in seguito ai lavori commissionati nel 1803 a Pietro Augustoni, sono state cancellate le tracca della struttura originaria.
A causa delle spinte dell'alta torre civica, per alcuni decenni il teatro dovette subire dei lavori di mantenimento anche per mano dell'architetto Ireneo Aleandri. Fu così che nel 1875 il teatro ebbe uno stravolgimento per mano dell'ingegnere Ferdinando Laureati. Infine negli anni trenta del secolo scorso l'architetto Eno Pelletti ricostruì alcuni palchetti e fu l'artefice delle decorazioni degli stucchi come si ammirano oggi. Purtroppo sono andati perduti del tutto gli abbellimenti realizzati attorno al 1810 da Speridiano Mattei.
Oggi il teatro con i suoi tre ordini di palchi, privo di piccionaia e una piccola platea senza fossa può ospitare 98 persone e da dopo il restauro del 2003 ha una sua stagione teatrale.